# Marie-Isabelle Lomba
Marie-Isabelle Lomba, conocida deportivamente como Marisabel Lomba (Charleroi, 17 de agosto de 1974), es una deportista belga que compitió en judo.
Participó en los Juegos Olímpicos de Atlanta 1996, obteniendo una medalla de bronce en la categoría de –56 kg. Ganó una medalla de oro en el Campeonato Europeo de Judo de 1997.

## Palmarés internacional
| Juegos Olímpicos   | Juegos Olímpicos         | Juegos Olímpicos  | Juegos Olímpicos |
| Año                | Lugar                    | Medalla           | Categoría        |
| ------------------ | ------------------------ | ----------------- | ---------------- |
| 1996               | Atlanta (Estados Unidos) | Medalla de bronce | –56 kg           |
| Campeonato Europeo |                          |                   |                  |
| Año                | Lugar                    | Medalla           | Categoría        |
| 1997               | Ostende (Bélgica)        | Medalla de oro    | –56 kg           |